# Carmen Becerra
Carmen Becerra Gómez (Toluca, México, 7 de dezembro de 1977) é uma atriz mexicana. 

## Biografia
Carmen sempre teve um sonho de ser chef de gastronomia, mas mudou de ideia e decidiu estudar atuação no Centro de Educação Artística da Televisa. Logo após acabar seu curso, ela foi convidada pelo produtor Juan Osorio para atuar na telenovela Salomé em 2001, onde compartilhou cenas com Guy Ecker, Edith González e María Rubio. Antes disso, Carmen já havia atuado nas telenovelas Mi destino eres tú e Serafín.
Três anos depois, em 2004, formaria parte do elenco de Amar otra vez, quarta telenovela da produtora Lucero Suárez, na qual Carmen interpretou uma dama da sociedade. Nesta telenovela se fez reconhecida em quase todos os meios de comunicação, já que era a atriz do momento. 
No mesmo ano, ela se uniu ao elenco de Apuesta por un amor, um remake da telenovela colombiana La potra Zaina de 1993, cuja produção foi de Angelli Nesma Medina interpretando sua primeira vilã, uma jovem de grande impacto que substituiu a vilã principal interpretada por Alejandra Ávalos, compartilhando créditos com os protagonistas Juan Soler e Patricia Manterola.
Um ano depois, a produtora Angelli Nesma Medina a convidou novamente para o elenco de Amar sin límites, telenovela que foi uma nova adaptação da telenovela argentina Resistiré, trazendo de volta o ator Valentino Lanus com quem já havia trabalhado. Carmen também atuou com Karyme Lozano e René Strickler sendo novamente antagonista.
Em 2008, a produtora Lucero Suárez a chama para a telenovela Querida enemiga, onde Carmen interpretou sua primeira vilã principal da história, atuando com Ana Layevska, Gabriel Soto, Jorge Aravena entre outros. 
No ano de 2009, Carmen faz uma pequena participação na telenovela Un gancho al corazón como "Flora". 
E em 2010 ela integra o elenco de Zacatillo, un lugar en tu corazón, dando vida a "Adriana".

## Telenovelas
- 2023 - Tierra de esperanza - Irasema Huerta / Celeste
- 2019 - Silvia, frente a ti - Sonia Infante (Sara Dorantes)
- 2018 - Por amar sin ley - Ligia Cervantes
- 2015-2016 - Simplemente María - Karina Pineda Hurtado
- 2013-2014 - De que te quiero, te quiero - Mireya Zamudio "La Jaiba"
- 2011-2012 - Amorcito corazón - Sabrina Peñaralta
- 2010 - Zacatillo - Adriana Pérez-Cotapos Echeverria
- 2009 - Un gancho al corazón - Flora Uribe
- 2008 - Querida enemiga - Sara de la Cruz
- 2006-2007 - Amar sin límites - Lidia Morán
- 2005 - Apuesta por un amor - Nadia Thomas
- 2003-2004 - Amar otra vez - Sandra Murguía
- 2001-2002 - Salomé - Diana
- 2000 - Mi destino eres tú - Vanessa Díaz
- 1999 - Serafín - Coco

## Prêmios

### Prêmios ACE
| Ano  | Categoria   | Telenovela      | Resultado |
| ---- | ----------- | --------------- | --------- |
| 2009 | Melhor vilã | Querida enemiga | Venceu    |